# مجلس الأزياء البريطاني
مجلس الأزياء البريطاني (BFC) هو منظمة غير هادفة للربح تعمل على تسخير القوة الجماعية للصناعة لتمكين النمو المستدام وتقوية الأزياء البريطانية في اقتصاد الأزياء العالمي. تأسست في عام 1983 ، تنظم BFC عروض للأزياء النسائية والملابس الرجالية كل سنتين، أسبوع الموضة في لندن (LFW) وأسبوع الموضة في لندن للرجال (LFWM) يروجان لأفضل التصميمات البريطانية لجمهور دولي.

## الروابط الخارجية
- British Fashion Council Website
- BFC History
- London Fashion Week Website
- Indymedia coverage